# Глафірівка
Глафі́рівка — село в Україні, у Лутугинській міській територіальній громаді Луганського району Луганської області.
Населення становить 190 осіб. 

## Історія
Колишній орган місцевого самоврядування — Першозванівська сільська рада.
12 червня 2020 року, відповідно до Розпорядження Кабінету Міністрів України № 717-р «Про визначення адміністративних центрів та затвердження територій територіальних громад Луганської області», увійшло до складу Лутугинської міської громади.
19 липня 2020 року, в результаті адміністративно-територіальної реформи та ліквідації  Лутугинського району, увійшло до складу новоутвореного Луганського району.